# Kenneth Biller
Kenneth Biller é um roteirista, produtor de televisão e ocasional diretor norte-americano, famoso por seu trabalho na série Star Trek: Voyager.

## Carreira
Biller estudou na Universidade Brown. Ele começou sua carreira na televisão em 1992, ao ser contratado como editor de histórias executivo para a série Beverly Hills, 90210. Em 1993, ele escreveu alguns expisódios de The X-Files.
Em 1995, ele se juntou a equipe de produção da então recém criada Star Trek: Voyager como editor de histórias executivo, rapidamente subindo até o posto de co-produtor no ano seguinte. Na quarta temporada Biller foi promovido novamente, desta vez para produtor, posteriomente para produtor supervisor no quinto ano e depois co-produtor executivo. No sétimo e último ano de Voyager ele trabalhou como produtor executivo.
Além de ter escrito inúmeros episódios do programa, incluindo seu último, "Endgame", Biller também dirigiu dois, "Revulsion" e "One", ambos da quarta temporada.
Depois de Voyager, Biller se tornou co-produtor executivo, roteirista e diretor dos programas Dark Angel, Smallville, North Shore e Legend of the Seeker.

## Vida pessoal
Biller atualmente vive em Los Angeles, Califórnia, com sua esposa, Hope, e sua filha, Sophia Rose.